# Ramak
Ramak (también conocido como Rahmak, Rāmak, رامک) es la cabecera del distrito de Dih Yak, en la provincia de Gazni en Afganistán.